# طابع تدريب
طابع التدريب أو الطابع التدريبي ملصق يُشبه طابع البريد، تستخدمه السلطات البريدية لتدريب عمال البريد. عادةً ما يكون له نفس حجم وشكل الطوابع العادية، ولكن بتصميم بسيط. في المقابل، هنالك عدة دول استعملت طوابعها العادية لجعل عملية التدريب أكثر واقعية، مثل السودان والمملكة المتحدة.
في بعض الحالات، قد تكون طوابع التدريب بديلاً لطوابع الاختبار، مع أن طوابع الاختبار لا تتطلب نطاقًا من القيم للمساعدة في تدريب عمال البريد. على الرغم من أن طوابع التدريب غير متاحة عادةً لعامة الناس، إلا أن بعضها وجد طريقهُ إلى أيدي هواة جمع الطوابع، وهي تخصص معروف في جمع الطوابع. وطوابع التدريب هي نوع من طوابع سندريلا.

## السودان

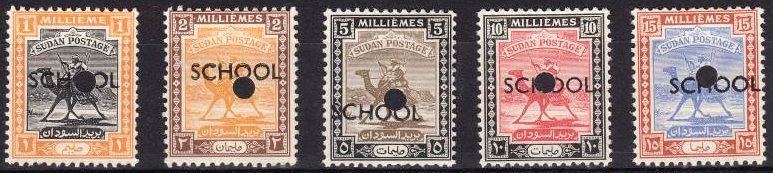
طوابع بريدية تدريبية للسودان. موشحة بكلمة "SCHOOL" والتي تعني "مدرسة" ومثقوبة لمنع الاستخدام البريدي (حوالي عام 1948، التصميم الأصلي يعود لعام 1898).

وشح عدد من الطوابع السودانية بكلمة "SCHOOL" والتي تعني "مدرسة" لاستخدامها في مدرسة تدريب البريد.

## الولايات المتحدة
في أوائل القرن العشرين، استخدمت بعض كليات إدارة الأعمال في الولايات المتحدة طوابع بريدية ملغاة مسبقًا أو ملصقات تشبه الطوابع لتدريب الطلاب على التعامل مع الطوابع.

## فرنسا

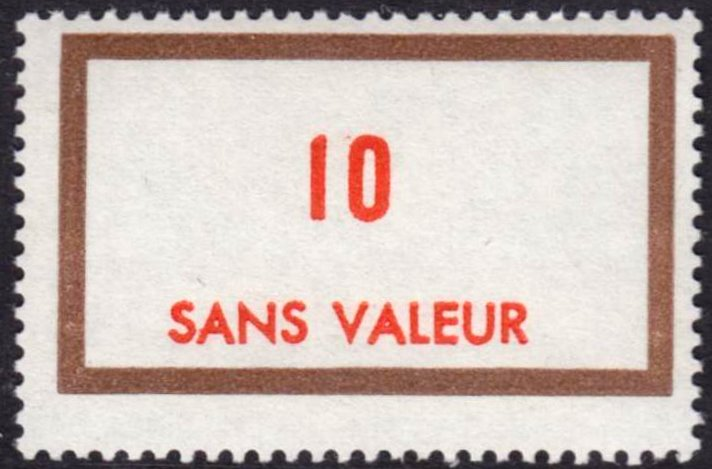
طابع تدريب فرنسي معاصر مع عبارة "sans valeur" والتي تعني "بدون قيمة"

استخدمت طوابع التدريب على نطاق واسع في فرنسا، وتتكون إحدى السلاسل من عدد من الملصقات البسيطة ذات التصميم البسيط مع أرقام مختلفة وعبارة "sans valeur" والتي تعني "بدون قيمة".

## المملكة المتحدة
عادةً ما تكون الطوابع المستعملة لتدريب عمال البريد في المملكة المتحدة عبارة عن طوابع بريدية عادية أو طوابع أخرى، بما في ذلك طوابع تراخيص التلفزيون والتأمين الوطني (عندما كانت قيد الاستخدام)، توشح بشريطين عموديين أو أفقيين لمنع الاستخدام الفعلي، على الرغم من استخدام أشكال أخرى من الإلغاء مثل التوشيح أو الأختام العادية. وكثيرًا ما وجدت طريقها إلى أيدي هواة جمع الطوابع. طُبعت النماذج الأولى على شكل طوابع عادية مع توشيح على شكل أشرطة، بينما تميل النماذج الأحدث إلى أن تُشطب ببساطة بقلم تحديد أسود. كما تُستخدم مجموعة من العملات الورقية الملغاة أو الملغية والصكوك والحوالات البريدية وبطاقات الائتمان وملصقات الأفق لتدريب العمال، والذي يُجرى في مدارس تدريب الكاونتر (CTOs). قبل يوم النظام العشري عام 1971، كانت مكاتب البريد تُصدر طوابع تدريبية بسيطة للغاية بنفس ألوان طوابع النظام العشري التي استعملت لاحقا.

### مجموعة طوابع تدريب بريطانية

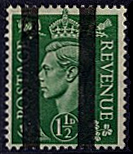
طابع تدريب بريطاني مطبوع عليه أشرطة عمودية لمنع الاستخدام البريدي الحقيقي.
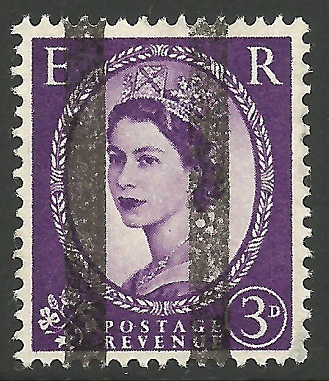
طابع تدريب قيمته 3 بنسات من سلسلة طوابع ويلدنغ[الإنجليزية]، يعود تاريخه إلى عام 1954 أو ما بعده.
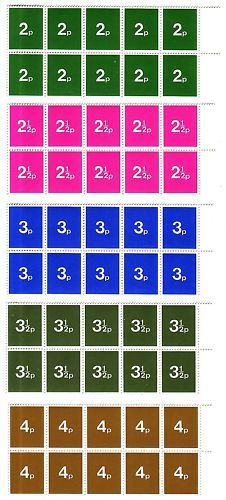
طوابع تدريب النظام العشري[الإنجليزية] البريطاني بنفس الألوان والقيم مثل طوابع النظام العشري التي استعملت لاحقا.
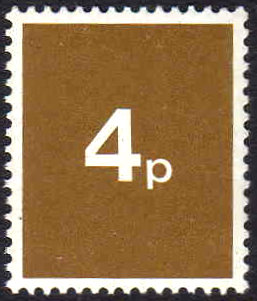
طابع بريدي من فئة 4 بنسات من سلسلة العشرية. لم تكن لهذه الطوابع أي قيمة بريدية حقيقية.
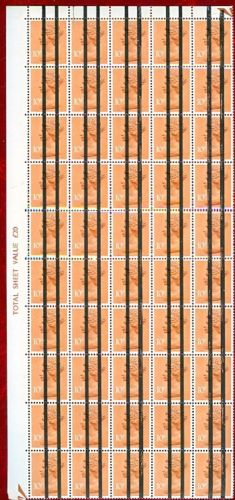
جزء من ورقة طوابع ملغاة بقيمة 10 بنسات من سلسلة ماتشين[الإنجليزية].
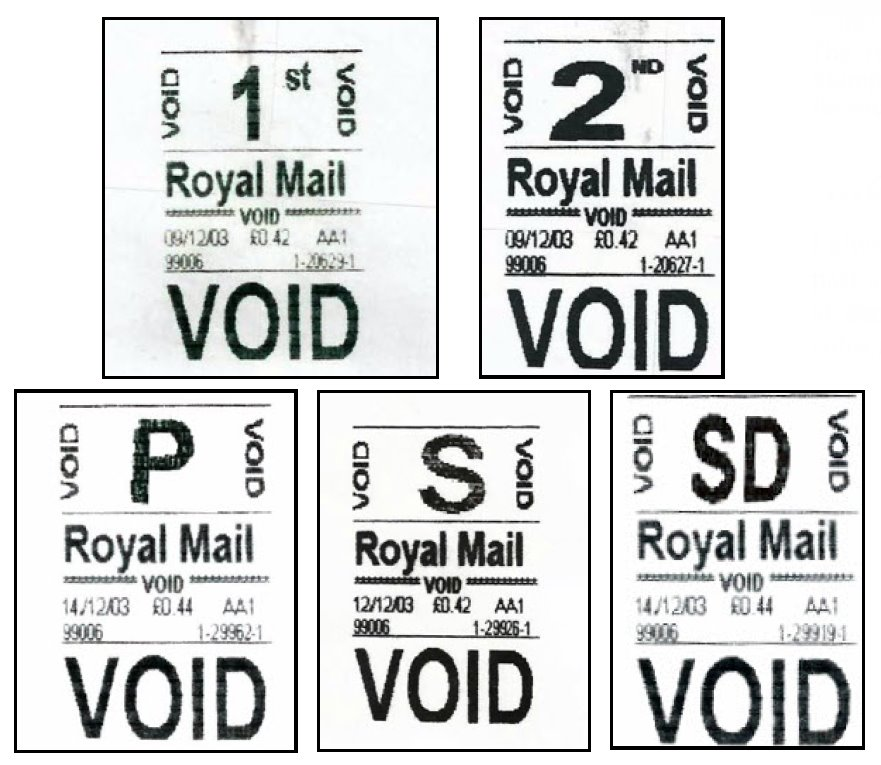
نماذج وملصقات الأفق[الإنجليزية] تعود لعام 2003.
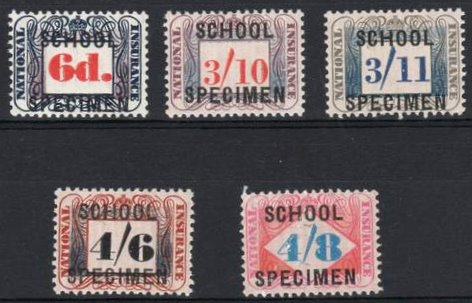
نماذج طوابع التأمين الوطني في المدارس البريطانية.

## ألمانيا

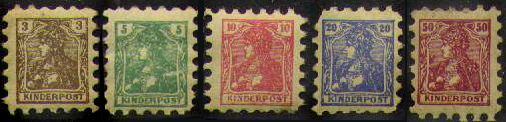
مناذج طوابع بريد الأطفال في ألمانيا

مكتب بريد الأطفال هو لعبة تعليمية تشبه المتجر، سوقت لأول مرة حوالي عام 1890. يمكن اعتبارها نوع من طوابع التدريب.